# ポンパドゥール夫人
ポンパドゥール夫人（仏: Madame de Pompadour）ことポンパドゥール侯爵夫人ジャンヌ＝アントワネット・ポワソン（仏: Jeanne-Antoinette Poisson, marquise de Pompadour, 1721年12月29日 - 1764年4月15日）は、ルイ15世の公妾。
公妾たるその立場を利用してフランスの政治に強く干渉し、七年戦争ではオーストリア・ロシアの2人の女帝と組んでプロイセン・イギリスと対抗した。
弟にはマリニー侯爵アベル＝フランソワ・ポワソン・ド・ヴァンディエールがいる。

## 生涯
1721年パリ（現在のパリ2区界隈）の銀行家の娘として生まれる。平民という身分ながらブルジョワ階級の娘として、ポワシーで貴族の子女以上の教育を受けて育つ。成績は非常に優秀であった。1741年に徴税請負人のシャルル＝ギヨーム・ル・ノルマン・デティオールと結婚。タンサン夫人やジョフラン夫人の超一流サロンに出入りするようになり、ヴォルテールやフォントネルら一流の文化人と知り合った。1744年にはその美貌がシャトールー公爵夫人の死に打ちひしがれていたルイ15世の目に留まった。彼女はポンパドゥール侯爵夫人の称号を与えられて夫と別居し、1745年9月14日正式に公妾として認められた。

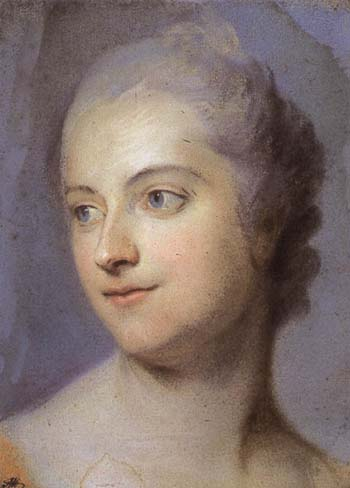
ポンパドゥール夫人（モーリス・カンタン・ド・ラ・トゥール、1748-49年、もしくは1752年、アントワーヌ・レキュイエ美術館蔵）

フランス国王の公式の愛妾となったポンパドゥール夫人は、湯水のように金を使って、あちこちに邸宅を建てさせ（現大統領官邸エリゼ宮は彼女の邸宅のひとつ）、やがて政治に関心の薄いルイ15世に代わって権勢を振るうようになる。ポンパドゥール夫人に推されて1758年に外務大臣となったリベラル派のエティエンヌ・フランソワ・ド・ショワズールは戦争大臣なども兼務し、およそ10年にわたって事実上の宰相となった。フランスの重農学派フランソワ・ケネーも彼女の主治医であった。病弱ではあったが、ベッドの上でフランスの政治を牛耳った「影の実力者」といえる。

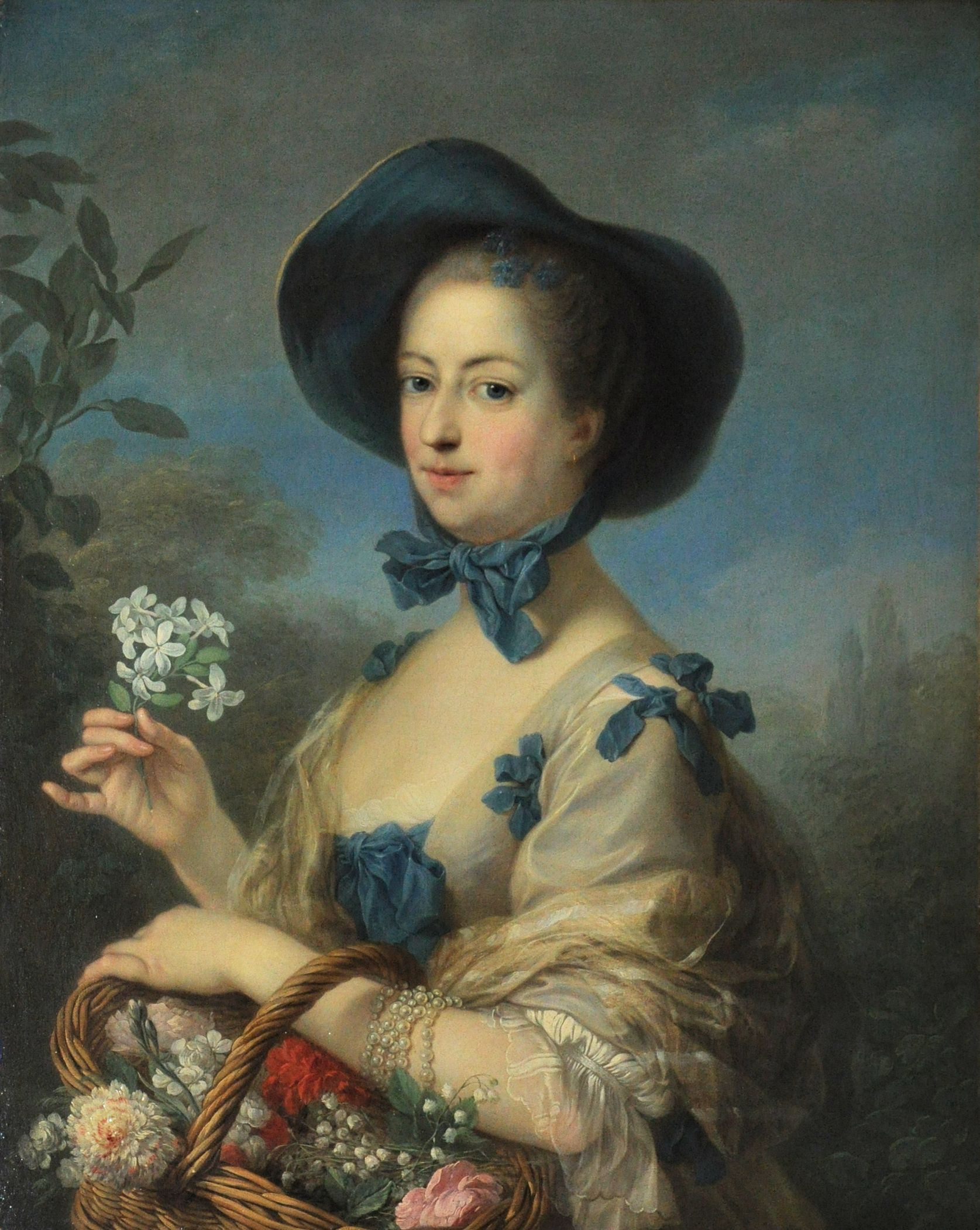
女庭師姿のポンパドゥール夫人（シャルル＝アンドレ・ヴァン・ルー (fr)、1754-1755年、プティ・トリアノン蔵）

1756年には、オーストリアのマリア・テレジア、ロシアのエリザヴェータと通じ反プロイセン包囲網を結成した。特に宿敵オーストリアとの和解は外交革命と言われるほど画期的であり、和解のために後年マリー・アントワネットがフランス王室に嫁ぐこととなる。
ポンパドゥール夫人は美貌ばかりでなく学芸的な才能に恵まれ、サロンを開いてヴォルテールやディドロなどの啓蒙思想家と親交を結んだ。また芸術の熱心な愛好家、パトロンでもあり、様々な芸術家とも交流した。ポンパドゥール夫人の時代はフランスを中心に優雅なロココ様式の発達した時代になった。
先述したように病弱だったため30歳を越えたころからルイ15世と寝室を共にすることはなくなったが、代わりに自分の息のかかった女性を紹介した。ルイ15世はポンパドゥール夫人が結核のため42歳でヴェルサイユで亡くなるまで寵愛し続けたという。鹿の園を建ててルイ15世好みの女を住まわせたというが、いわゆるハーレムのようなものではなかったという。

## 題材とした作品・その他
- 『ポンパドゥール夫人 〜ルイ15世を支配した女〜』 - 2006年のフランスのTVムービー。
- 『カサノヴァ・夢のかたみ』（1994年・宝塚歌劇星組公演）
- 『かの名はポンパドール』 - 佐藤賢一による歴史小説。紅林直による漫画化作品が『ジャンプ改』誌上で連載された。
- 『ポワソン～寵姫ポンパドゥールの生涯』 - 原作：こやまゆかり、漫画：霜月かよ子による漫画作品。『ハツキス』誌上で連載。（HP）
- 『ポンパドウル』 - ポンパドゥール夫人が店名の由来となっている。
- 『ローズ・ポンパドゥール』 - フランスデルバール社（フランス語版）の薔薇の品種。（HP）
- 「ポンパドゥール夫人へのスタンス」 -デオダ・ド・セヴラックのピアノ曲。

## 余談
現代では、ポンパドールは男性の前髪を高くしたスタイル（リーゼントと呼ぶのは間違いであり、これは側頭部から後頭部の髪形を指す）及び女性の髪形のひとつで、前髪を大きく膨らませて高い位置でまとめ、ピンやバレッタなどで留めたヘアスタイルである。襟足もあげて、後頭部でまとめるのが正式なスタイルといわれる。当時の貴族の女性はこぞってポンパドゥール夫人のファッションを真似、その髪型をポンパドゥールと呼ぶようになった。